# (11436) 1969 QR
(11436) 1969 QR là một tiểu hành tinh được phát hiện bởi Luboš Kohoutek ở Đài thiên văn Hamburg-Bergedorf ngày 22 tháng 8 năm 1969.